# Wadi Halfa
Wadi Halfa est une ville du Soudan, située sur les rives du lac Nasser, dans l'état Nord.
Elle a donné son nom au « saillant de Wadi Halfa », territoire soudanais situé au nord de la ville, au-delà du 22e parallèle (marquant pour l'essentiel la frontière soudano-égyptienne), constitué par des villages de la vallée du Nil plus accessibles depuis le sud et qui est encore revendiqué par l'Égypte aujourd'hui.
Arthur Conan Doyle y situe son roman La Tragédie du Korosko (en).